# دولة متقدمة

الدولة المتقدمة باللون الأزرق

مؤشر الأمم المتحدة للتنمية البشرية 2022-2024
مؤشر التنمية البشرية

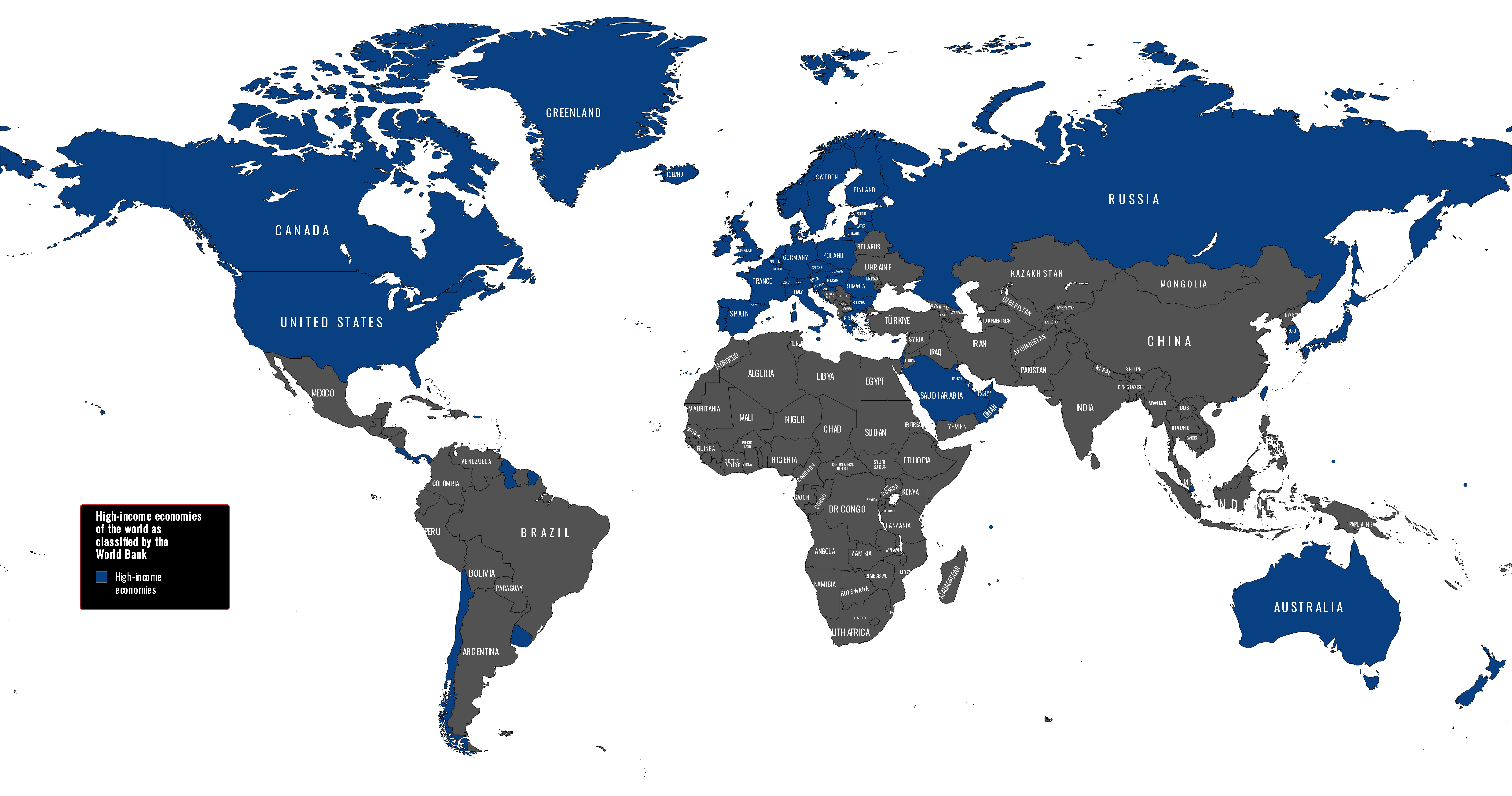
دول ذات اقتصاد مرتفع الدخل في البنك الدولي 2023
World Bank high-income

دول في مجموعة العشرين 2017
مجموعة العشرين

الدول المتقدمة أو العالم المتقدم هي دولة ذات سيادة تتمتع بجودة حياة عالية واقتصاد متطور وبنية تحتية تكنولوجية متقدمة مقارنة بالدول الأخرى الأقل صناعية. في معظم الأحوال، معايير تقييم درجة التنمية الاقتصادية هي الناتج المحلي الإجمالي، والناتج القومي الإجمالي، ومعدل دخل الفرد، ومستوى التصنيع، وكمية البنية التحتية واسعة النطاق، ومستوى المعيشة العام. تعد المعايير المستخدمة والبلدان التي يمكن تصنيفها على أنها قيد التطوير مواضيع للنقاش. يطرح صندوق النقد الدولي والبنك الدولي تعريفات مختلفة للبلدان المتقدمة؛ علاوة على ذلك، يتم استخدام تصنيف مؤشر التنمية البشرية ليعكس المؤشر المركب لمتوسط العمر المتوقع والتعليم ونصيب الفرد من الدخل. مقياس آخر شائع الاستخدام للدولة المتقدمة هو عتبة نصيب الفرد من الناتج المحلي الإجمالي (القدرة الشرائية) بما لا يقل عن 22 ألف دولار أمريكي. في عام 2023، 40 دولة حققت جميع المعايير الأربعة، في حين أن 15 دولة إضافية حققت ثلاثة من أصل أربعة.
تتمتع البلدان المتقدمة عمومًا باقتصادات ما بعد صناعية أكثر تقدمًا، مما يعني أن قطاع الخدمات يحقق ثروة أكثر من القطاع الصناعي. وهي بعكس البلدان النامية، التي هي في طور التصنيع أو ما قبل صناعية وتكاد تكون زراعية بالكامل، وقد يندرج بعضها ضمن فئة أقل البلدان نموًا. اعتبارًا من عام 2023، تشكل الاقتصادات المتقدمة 57.3٪ من الناتج المحلي الإجمالي العالمي على أساس القيم الاسمية و41.1٪ من الناتج المحلي الإجمالي العالمي على أساس تعادل القوة الشرائية (بّي بّي بّي) وفقًا لصندوق النقد الدولي.

## التعريف والمعايير
غالبًا ما تهيمن المعايير الاقتصادية على المناقشات. وأحد هذه المعايير هو نصيب الفرد من الدخل؛ توصف البلدان التي يرتفع فيها نصيب الفرد من الناتج المحلي الإجمالي بأنها بلدان متقدمة. معيار اقتصادي آخر هو التصنيع؛ توصف البلدان التي يهيمن فيها قطاعا الصناعة الثالث والرباعي بأنها متقدمة. وفي الآونة الأخيرة، برز مقياس آخر وهو مؤشر التنمية البشرية، الذي يجمع بين مقياس اقتصادي، والدخل القومي، ومقاييس أخرى، ومؤشرات متوسط العمر المتوقع والتعليم. ومن شأن هذا المعيار أن يعرف البلدان المتقدمة بأنها البلدان التي يكون مؤشر التنمية البشرية فيها عالٍ جدًا. من ناحية ثانية، لا يأخذ المؤشر في الاعتبار عدة عوامل، مثل صافي ثروة الفرد أو الجودة النسبية للسلع في بلد ما. يخفض هذا الوضع ترتيب بعض البلدان الأكثر تقدمًا، مثل أعضاء مجموعة الـسبعة وغيرها.

وفقًا لشعبة الإحصاءات في الأمم المتحدة:
لا توجد اتفاقية معترف بها قانونيًا لتحديد تسمية البلدان أو المناطق «المتقدمة» و«النامية» في منظومة الأمم المتحدة.
وتشير إلى أن:
الغرض من التسميتين «المتقدمة» و «النامية» هو التسهيل الإحصائي ولا يعبران بالضرورة عن تحكيم بشأن المرحلة التي بلغها بلد أو منطقة معينة في عملية التنمية.
رغم ذلك، يرى مؤتمر الأمم المتحدة للتجارة والتنمية أنه يمكن الاستمرار في تطبيق هذا التصنيف:
تشمل الاقتصادات المتقدمة عمومًا أمريكا الشمالية وأوروبا وإسرائيل واليابان وجمهورية كوريا، فضلًا عن أستراليا ونيوزيلندا.

### مصطلحات مماثلة
تشمل المصطلحات المرتبطة بمفهوم الدولة المتقدمة «الدولة المتقدمة» و«الدولة الصناعية» و«الدولة الأكثر تقدمًا» و«الدولة الأكثر تقدمًا اقتصاديًا» و«دولة الشمال العالمية» و«دولة العالم الأول» و «دولة ما بعد الصناعة». قد يكون مصطلح الدولة الصناعية غامضًا إلى حد ما، حيث أن التصنيع عملية مستمرة يصعب تعريفها. كانت المملكة المتحدة أول دولة صناعية، تليها بلجيكا. امتد في وقت لاحق إلى ألمانيا والولايات المتحدة وفرنسا ودول أوروبا الغربية الأخرى. وفقًا لبعض الاقتصاديين مثل جيفري ساكس، من ناحية أخرى، فإن الفجوة الحالية بين العالم المتقدم والنامي هو إلى حد كبير ظاهرة القرن العشرين.
يصف ماتيس واكرناغيل التصنيف الثنائي للبلدان بأنه «ليس وصفيًا ولا تفسيريًا. إنه مجرد تأييد طائش ومدمر لصنم الناتج المحلي الإجمالي. في الواقع، لا يوجد نوعان من البلدان، إنما يوجد أكثر من 200 بلد، تواجه جميعها نفس قوانين الطبيعة، ولكن لكل منها ميزات فريدة».
يقترح تحليل من عام 2021 أن المصطلح ظهر لوصف الأسواق والاقتصادات والبلدان التي خرجت من وضع الأسواق الناشئة، ولكنها لم تصل بعد إلى المستوى المعادل للبلدان المتقدمة. تقدم الشركات متعددة الجنسيات من هذه الأسواق الناشئة أنماطا فريدة من التوسع في الخارج واكتساب المعرفة من الدول الأجنبية.

## الخصائص السكانية للعالم لمتقدم
النمو السكاني أقل من 1 % سنويا.
- نمو متفاوت للسكان بين أقطار العالم المتقدم فمثلا أقطار لها نمو سلبي مثل السويد، روسيا وألمانيا.

وأقطار لها نمو ضعيف جدا مثل فرنسا. وأقطار لها نمو ضعيف مثل كندا..

### عوامل النمو البطيء للسكان
هناك تراجع متواصل لنسب الولادات ومن أسبابه ارتفاع نسبة النشاط لدى النساء بالإقبال على العمل، والالتهاء الثقافي والاجتماعي للمرأة، وارتفاع مصاريف تربية الأطفال. كما ينتشر التنظيم الإرادي للنسل في أقطار العالم المتقدم. بالإضافة إلى تأخير الزواج للرجال والنساء فمعظمهم لا يتزوجون إلا بعد سن الخامس والثلاثين والسعي لجمع المال وتحسين الظروف المادية، وانتشار العنوسة عند الإناث، وانتشار وسائل منع الحمل.

## درجة تحضر مرتفعة

### ارتفاع نسبة الحضر
وهم سكان المدن وقد تجاوز في عدة أقطار 80 % من مجموع السكان. ويوجد تفاوت بين أقطار العالم المتقدم في نسبة التحضر.

### أهمية المدن المليونية
وهي كثيرة مثل طوكيو عاصمة اليابان، وباريس عاصمة فرنسا، ونيويورك ولندن. القاهرة وقد تلاصقت المدن بعدد من هذه الأقطار وأصبحت تمثل تجمعات مدنية ضخمة مكونة مجال حضريا ممتدا مثل الشمال الشرقي الأمريكي والجنوب الياباني.

## الخصائص الاقتصادية للعالم المتقدم
تتمثل أبرز مظاهر التطور في العالم المتقدم في نمو الأنشطة الاقتصادية.

## ضخامة الإنتاج والاستهلاك

### إنتاج ضخم
-يساهم بنسب وافرة من مجموع الإنتاج العالمي فمثلا في الغاز الطبيعي ينتج العالم المتقدم 78 % من مجموع الإنتاج العالمي للغاز. وفي السيارات ينتج أكثر من 87 % من مجموع الإنتاج العالمي للسيارات.
إنتاج يحتل مراتب عالمية أولى.
مجتمع عصري للتعليم والتاهيل

### استهلاك مرتفع
وذلك لنتيجة الإفراط في مختلف الإنتاج الصناعي، إذا يستهلك العالم المتقدم 96 % من مجموع الإنتاج العالمي للأورنيوم و 84% من مجموع الإنتاج العالمي للغاز الطبيعي.
- يوفر العالم المتقدم فوائض كبرى من الإنتاج يتم تحويلها إلى التصدير وينجز عن ذلك تبذير للموارد أحيانا.

## مكانة متميزة في التجارة العالمية
يحتكر العالم المتقدم أوفر نسبة من مجموع المبادلات العالمية أكثر من الثلاثي بالنسبة للصادرات والواردات وهو بذلك يسيطر على التجارة العالمية.
- وزن تجاري هام.

## عوامل وفرة الإنتاج وتنوعه

### تكوين مؤسسات ضخمة
بفضل ضخمة عدد نشيطيها واختلاف انشطتها وضخامة معاملاتها فهي تنتج وتصنع وتروج في الأسواق العالمية ولها انتشار عالمي مثل جنرال موتورز الأمريكية وتويوتا اليابانية في صناعة السيارات.

### تشجيع البحث العلمي
بتحسين الجودة والترفيع من الإنتاج باعتماد تقنيات حديثة.
- إنتاج متطور كما ونوعا.
- تقدم تقني كبير.
- تكامل في مختلف الأنشطة الاقتصادية.
- وزن كبير للدول المتقدمة في العالم.

## دخل فردي مرتفع
يحتكر العالم المتقدم 83 % من مجموع الدخل العالمي رغم أنخفاض نصيبه من مجموع سكان العالم (23 % من مجموع سكان العالم) وذلك نتيجة النمو الاقتصادي وقد بلغ في عدة أقطار 41000 دولار سنويا.
تفاوت الدخل بين الأقطار.
أقطار لها أكثر من 40000 دولار سنويا للفرد الواحد واقطار لها أكثر من 15000 دولار سنويا.
ارتفع عدد الفئات المتوسطة التي إزداد وزنها وصارت القدرة الشرائية.

## درجة تجهيز عالية للأسر
و يتمثل ذلك في ارتفاع أجهزة التلفزة أكثر من 800 جهاز لكل 1000 فرد في الولايات المتحدة الأمريكية.
تفاوت بين الأقطار في أجهزة التلفزة.
فمثلا يشترك 5 برتغاليين في تلفزة بينما تتوفر تلفزة لكل دنماركيان.
ارتفاع عدد السيارات لكل 1000 مواطن إذا تتوفر سيارتان لكل مواطنين بالولايات المتحدة الأمريكية ويشترك 4 برتغاليين في سيارة.

## الاستجابة للاحتياجات الأساسية للسكان في العالم المتقدم
و هي من ملامح الرقي الاجتماعي.

### الصحة
بارتفاع معدل عدد الأطباء لكل 100 الف نسمة بإيطاليا أكثر من 550 طبيب.
يوجد تفاوت بين الأقطار فمثلا سويسرا أكثر من 320 طبيب لكل 100 ألف نسمة.
تحسن مستوى التغطية الطبية في العالم المتقدم.

### التعليم
تجاوزت نسبة المسجلين في كل مراحل التعليم 90 % مع انخفاض كبير لنسبة الأمية لدى الكهول وقد تطورت أساليب التدريس بهدف تكوين يد عاملة مختصة تساير التقدم التقني.

### التغذية
تجاوزت السعرات الحرارية للفرد الواحد المعدل العالمي ببعد كبير وقد تجاوزت ببعض الأقطار 4000 سعرة حرارية للفرد الواحد خلال اليوم.
تحقيق الاكتفاء الذاتي للسكان في كل المواد الأساسية.
بفضل نمو اقتصادها حققت دول العالم المتقدم رقيا بمجتمعاتها وأصبح بعضها قوة اقتصادية عظمى مثل الولايات المتحدة الأمريكية.